# Mario Roques
Mario Roques (* 1. Juli 1875 in Callao; † 8. März 1961 in Paris) war ein französischer Romanist, Mediävist und Albanologe.

## Leben
Roques wuchs in Paris auf, war 1897 Agrégé und dann bis 1900 Stipendiat der Fondation Thiers. Er studierte an der Sorbonne bei Joseph Bédier und Ferdinand Brunot und an der École pratique des hautes études bei Gaston Paris und Antoine Thomas, ferner an der École des chartes. An Fremdsprachen studierte er Spanisch, Rumänisch und Albanisch. Ab 1901 war er in der Pariser Hochschullehre tätig und zwar bis zu seinem Ruhestand 1946 (und teilweise darüber hinaus) nacheinander und teils auch gleichzeitig in fünf verschiedenen Einrichtungen. In der École normale supérieure vertrat er ab 1901 Antoine Thomas und folgte er 1903 Gaston Paris nach. In der École nationale des langues orientales (Langues O) vertrat er ab 1907 Émile Picot für das Rumänische, lehrte ab 1919 Albanisch und wurde er 1936 ihr Leiter. An der Sorbonne lehrte er Historische Grammatik und gründete das Institut des études roumaines. An der École pratique des hautes études wurde er 1925 Sekretär und 1937 als Nachfolger von Antoine Meillet ihr Leiter. Schließlich lehrte er ab 1937 als Nachfolger von Joseph Bédier am Collège de France und nannte seinen Lehrstuhl „Histoire du vocabulaire français“, denn er hatte die Vision eines Inventaire général de la langue française, dessen Materialien in den späteren Trésor de la langue française von Paul Imbs eingeflossen sind.
Mario Roques gehörte ab 1933 der Académie des inscriptions et belles-lettres an und ab 1946 der Académie royale des Sciences, des Lettres et des Beaux-Arts de Belgique. Er war ab 1911 Herausgeber der von ihm begründeten Reihe Les Classiques Français du Moyen Âge. Von 1911 bis 1961 gab er als Nachfolger von Paul Meyer die Zeitschrift Romania heraus. Zu seinen Schülern gehörte wahrscheinlich die Historikerin Mathilde Laigle.

## Schriften
- Bibliographie des travaux de Gaston Paris (mit Joseph Bédier), Paris 1904
- (Hrsg.) Gaston Paris, Mélanges linguistiques, Paris 1906–1909
- (Hrsg.) L'Évangéliaire roumain de Coresi, in: Romania 1907
- (Hrsg.) Gaston Paris, Mélanges de littérature française du moyen âge, Paris 1910–1912, 1966
- (Hrsg.) Le Garçon et l'aveugle. Jeu du XIIIe siècle, Paris 1911, 1921, 1969
- Etudes de géographie linguistique, d'après l'Atlas linguistique de la France (mit Jules Gilliéron), Paris 1912
- (Hrsg.) Aucassin et Nicolette. Chantefable du XIIIe siècle, Paris 1929
- (Hrsg.) Jehan Maillart, Le roman du comte d'Anjou, Paris 1931
- Recherches sur les anciens textes albanais, Paris 1932
- (Hrsg.) Le Dictionnaire albanais de 1635, Paris 1932
- La Poésie roumaine contemporaine, Oxford 1934
- Recueil général des lexiques français du moyen âge (XIIe-XVe siècle). I. Lexiques alphabétiques, 2 Bde., Paris 1936–1938, Paris 1969
- (Hrsg.) Le roman de Renart, 6 Bde., Paris 1948–1963, 1980
- Études de littérature française, Lille/Genf 1949
- Le Roman d'Arles, in: Histoire littéraire de la France, 38, 2, 1950
- (Hrsg.) Chrétien de Troyes, Érec et Énide, Paris 1953
- (Hrsg.) Le Graal de Chrétien et la Demoiselle au Graal, Genf/Lille 1955
- Poèmes épiques provençaux du XIVe siècle, in: Histoire littéraire de la France 39,2, 1956
- (Hrsg.) Roland à Saragosse. Poème épique méridional du XIVe siècle, Paris 1956
- (Hrsg.) L'Estoire de Griseldis, Genf/Paris 1957
- (Hrsg.) Chrétien de Troyes, Le chevalier de la Charrete, Paris 1958
- (Hrsg.) Chrétien de Troyes, Le chevalier au lion, Yvain, Paris 1960